# Leopard TOGT Pro Cycling
Leopard TOGT Pro Cycling was een Deense wielerploeg die bestond in 2023 en actief was in de continentale circuits.

## Geschiedenis
In oktober 2022 werd bekend gemaakt dat de wielerploegen Riwal Cycling Team en Leopard Pro Cycling zouden fuseren en in 2023 samen een ploeg zouden oprichten. Uit beide genoemde ploegen kwamen vier renners mee naar deze nieuwe ploeg en werd aangevuld met negen anderen. De ploeg had de wens hoger op te gaan en om een UCI ProTeam licentie te verkrijgen. Echter, kon er geen derde 'grote' sponsor gevonden en besloot de ploegleiding de stekker eruit te trekken.

## Renners
| Naam                       | Geboortedatum     | Nationaliteit | Ploeg 2022                  | Ploeg 2024                    |
| -------------------------- | ----------------- | ------------- | --------------------------- | ----------------------------- |
| Tobias Aagaard Hansen      | 10 maart 2002     | Denemarken    | Uno-X Dare Development Team | BHS-PL Beton Bornholm         |
| Loïc Bettendorff           | 28 april 2001     | Luxemburg     | Riwal Cycling Team          | Global 6 United               |
| Mathias Bregnhøj           | 11 november 1995  | Denemarken    | Riwal Cycling Team          | Sabgal / Anicolor             |
| Miguel Heidemann           | 27 januari 1998   | Duitsland     | B&B Hotels-KTM              | Team Felt Felbermayr          |
| Colin Heiderscheid         | 28 januari 1998   | Luxemburg     | Leopard Pro Cycling         | Team Colonia                  |
| Oliver Knudsen             | 8 januari 1999    | Denemarken    | Restaurant Suri-Carl Ras    | CeramicSpeed Herning CK Elite |
| Mads Østergaard Kristensen | 26 januari 1998   | Denemarken    | Team ColoQuick              | Gestopt                       |
| Mil Morang                 | 15 september 2004 | Luxemburg     | UC Dippach                  | Team Lotto Kern-Haus PSD Bank |
| Tom Paquet                 | 28 juni 2002      | Luxemburg     | Team U Nantes Atlantique    | Team N'side                   |
| Cedric Pries               | 25 oktober 2000   | Luxemburg     | Leopard Pro Cycling         | Team Colonia                  |
| Robin Juel Skivild         | 21 augustus 2001  | Denemarken    | Uno-X Dare Development Team | Team Odense                   |
| Andreas Stokbro            | 8 april 1997      | Denemarken    | Team Coop                   | TDT-Unibet Cycling Team       |
| Kasper Viberg Søgaard      | 12 september 2001 | Denemarken    | Riwal Cycling Team          | Gestopt                       |
| Tim Torn Teutenberg        | 19 juni 2002      | Duitsland     | Leopard Pro Cycling         | Lidl-Trek Future Racing       |
| Nick van der Lijke         | 23 september 1991 | Nederland     | Geen                        | Gestopt                       |
| Emil Vinjebo               | 24 maart 1994     | Denemarken    | Riwal Cycling Team          | Gestopt                       |
| Mats Wenzel                | 19 december 2002  | Luxemburg     | Leopard Pro Cycling         | Lidl-Trek Future Racing       |

## Overwinningen
2023
Grote Prijs van Lillers: Andreas Stokbro
Eindklassement Olympia's Tour: Mathias Bregnhøj
2e etappe Circuit des Ardennes: Mathias Bregnhøj
Eindklassement Circuit des Ardennes: Mathias Bregnhøj
3e etappe Ronde van Bretagne: Mads Østergaard Kristensen
2e etappe Flèche du Sud: Mathias Bregnhøj
 Luxemburgs kampioen op de weg, beloften: Loïc Bettendorff
Gylne Gutuer: Andreas Stokbro